# Actia eucosmae
Actia eucosmae là một loài ruồi trong họ Tachinidae.